# Бусиновское кладбище
Бусиновское кладбище расположено в Северном административном округе города Москвы в микрорайоне Бусиново. Площадь кладбища составляет 2 га.
Небольшое кладбище на этом месте существовало с начала ХХ в, о чём напоминают старые сохранившиеся могилы. К 1990-м годам находилось в заброшенном состоянии. В 2003—2005 гг. передано в ведение Государственного бюджетного учреждения города Москвы «Ритуал» (ГБУ «Ритуал»), после чего реконструировано (с сооружением колумбария), облагорожено, расширено, окружено кирпичной оградой.  
Адрес: Краснополянская улица, 18.
Близ кладбища, на удалении 1 км, расположен храм преподобного Сергия Радонежского, построенный на средства  владимирского купца Ивана Андреевича Бусурина и князя Николая Ивановича Оболенского ~ в 1856 году.